# Insula Nsumbu
Insula Nsumbu este situată în lacul Bangweulu, Zambia. Este localizată la o distanță de 1,5 km SE de  insula Chilubi. Are o suprafață de 12, 95 km2.